# Papiro 25
O Papiro 25 ({\displaystyle {\mathfrak {P}}}25) é um antigo papiro do Novo Testamento que contém fragmentos dos capítulos dezoito e dezenove do Evangelho de Mateus (18:32-34; 19:1-3.5-7.9-10).

O texto em grego deste códice não é classificável por que o conteúdo do manuscrito não é diretamente um livro do Novo Testamento e sim o Diatessarão, como também já ocorrera no caso do Dura Parchment 24 (Uncial 0212). Aland não o colocou em nenhuma das categorias dos manuscritos do Novo Testamento.